# اندیس آنابو
آنابو یک اندیس فلزی است که در حوالی شهر ابریشم رود استان سمنان قرار دارد و مادهٔ معدنی موجود در آن، سرب و روی است.  